# 科扎河
科扎河是俄羅斯阿尔汉格尔斯克州的河流，屬於奧涅加河的左支流，河流全長96公里，流域面積6,210平方公里，發源自科若澤羅湖，河水主要來自雨水和融雪，每年十一月至翌年四月結冰。